# Richard Daddy Owubokiri
Pour les articles homonymes, voir Ricky.
Richard Daddy Owubokiri, dit Ricky, est un footballeur nigérian né le 31 juillet 1961 à Port Harcourt. Il joue au poste d'attaquant dans les années 1980 et 1990.

## Biographie
Titulaire d'un diplôme d'ingénieur, il est le meilleur buteur du championnat national du Brésil lorsqu'il arrive au Stade lavallois. Il est alors prêté par le FC Metz, qui avait dépassé son quota d'étrangers. 
Il éprouve quelques difficultés à s'imposer en 1re division du championnat de France, aussi bien à Laval qu'à Metz. 
Il quitte la France en 1990 pour le Portugal.

## Carrière
- 1978-1980 : Sharks FC  Nigeria
- 1981-1982 : ACB Lagos  Nigeria
- 1983 : América FC (RJ)  Brésil
- 1984-1985 : EC Vitória  Brésil
- 1986-1988 : FC Metz  France
- 1986-1987 : Stade lavallois  France (prêt)
- 1988-1989 : Benfica  Portugal
- 1989-1991 : Estrela da Amadora  Portugal
- 1991-1994 : Boavista  Portugal
- 1994 : EC Vitória  Brésil
- 1994-1995 : CF Belenenses  Portugal
- 1996 : Al-Arabi Doha  Qatar
- 1996-1997 : Al Hilal Riyadh  Arabie saoudite[4],[5]

## Palmarès
- Équipe du Nigeria : 23 sélections, 1 but de 1982 à 1992
- Champion du Nigeria en 1980 avec Sharks et en 1981 avec l'ACB Lagos
- Vainqueur de la Coupe de France en 1988 avec le FC Metz
- Champion du Portugal en 1989 avec le Benfica Lisbonne
- Vainqueur de la Coupe du Portugal en 1992 avec Boavista
- Vainqueur de la Supercoupe du Portugal en 1993 avec Boavista
- Champion du Qatar en 1996 avec Al-Arabi Doha